# Casata di Lussemburgo
La Casata di Lussemburgo fu una delle maggiori dinastie medioevali, i cui membri divennero imperatori del Sacro Romano Impero e successivamente regnanti di numerosi altri territori europei (dapprima conti e poi duchi di Lussemburgo, poi re di Boemia e di Ungheria, duchi di Brabante, margravi di Brandeburgo, Lusazia e Moravia, duchi di Slesia, ecc.). La dinastia traeva origine da una ramo dell'antica casata delle Ardenne-Verdun e prese nome della Contea di Lussemburgo che divenne loro possesso.
Le fortune della casata dei Lussemburgo emersero con l'elezione nel 1308 di Enrico conte di Lussemburgo quale Imperatore del Sacro Romano Impero (con il nome di Enrico VII), il cui figlio Giovanni I di Boemia ricevette anche la corona di Boemia. Durante tutto il secolo XIV i Lussemburgo dovettero disputare la corona alla casa bavarese dei Wittelsbach, che in ben due occasioni riuscirono a vincere la contesa, assicurandosi il trono imperiale. Con la morte dell'ultimo esponente maschile in linea diretta della casata, l'imperatore Sigismondo di Lussemburgo, i loro possedimenti principali vennero ereditati dalle dinastie degli Asburgo e degli Jagelloni.
Alcuni rami cadetti della Casata di Lussemburgo, furono investiti di feudi minori, come i Lussemburgo-Ligny (signori e poi conti di Ligny e per un certo periodo anche conti di Saint-Pol), i quali, mentre il ramo primigenio si estingueva nel XV secolo, sopravvissero sino al XVII secolo, restando coinvolti nella storia della monarchia francese.

## Principali membri

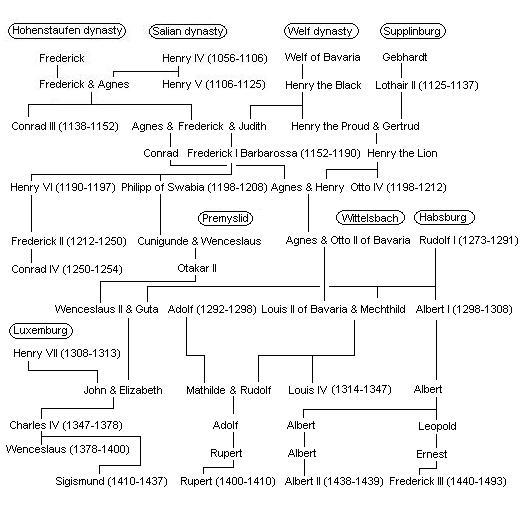
Albero genealogico dei Lussemburgo in rapporto alle altre casate imperiali

- Baldovino di Lussemburgo (c. 1285–1354) - principe arcivescovo di Treviri e quindi arcicancelliere di Borgogna 1307–1354.
- Enrico VII di Lussemburgo (1275–1313) - Re dei Romani, Imperatore del Sacro Romano Impero.
  - Giovanni I di Boemia (1296–1346) - figlio di Enrico e Re di Boemia.
    - Carlo IV di Lussemburgo (1316–1378) - figlio di Giovanni. Re di Boemia, Imperatore del Sacro Romano Impero.
      - Venceslao di Lussemburgo (1361–1419) - figlio di Carlo. Re di Boemia, Re dei Romani.
      - Sigismondo di Lussemburgo (1368–1437) -figlio di Carlo. Re di Boemia, Re di Ungheria, Imperatore del Sacro Romano Impero.
        - Elisabetta di Lussemburgo, (1409–1442) - regina di Ungheria e Boemia, moglie di Alberto II d'Austria, fu l'erede che portò le fortune dei Lussemburgo agli Asburgo ed agli Jagelloni.

    - Giovanni Enrico di Lussemburgo, fratello minore di Carlo. Sposò nel 1330 la contessa Margherita del Tirolo, figlia di Enrico il Carinziano.
      - Jobst di Moravia (1351-1411) - nipote di Carlo. Re dei Romani.
      - John Sobieslaw di Moravia (1352–1380) - secondo figlio di Giovanni Enrico e giovane margravio di Moravia.
      - Prokop di Moravia (c. 1358–1405) - figlio di Giovanni Enrico. Margravio di Moravia dal 1375 fino alla sua morte nel 1405.
      - Venceslao I di Lussemburgo (1337–1383) - figlio di Giovanni, fratellastro di Carlo. Primo Duca di Lussemburgo, Duca di Brabante e Limburgo.